# Geomysaprinus audax
Geomysaprinus audax är en skalbaggsart som först beskrevs av Thomas Casey 1893.  Geomysaprinus audax ingår i släktet Geomysaprinus och familjen stumpbaggar. Inga underarter finns listade i Catalogue of Life.